# São Romão (Armamar)
São Romão ist ein Ort und eine ehemalige Gemeinde (Freguesia) im portugiesischen Kreis Armamar. In der Gemeinde lebten 182 Einwohner (Stand 30. Juni 2011).
Am 29. September 2013 wurden die Gemeinden São Romão und Santiago zur neuen Gemeinde União das Freguesias de São Romão e Santiago zusammengefasst. São Romão ist Sitz dieser neu gebildeten Gemeinde.